# Stora Björngöl
Stora Björngöl är en sjö i Västerviks kommun i Småland och ingår i Storån-Botorpsströmmens kustområde.